# 千知岩正継
千知岩 正継（ちぢいわ まさつぐ、1974年 - ）は、北九州市立大学非常勤講師。専門は国際関係論、国際機構論。

## 経歴
九州大学大学院比較社会文化学府博士後期課程単位取得退学．修士（法学）。
著書に「グローバル社会における国連の秩序構築――安保理の権威と正当性の問題を中心に」前掲松井編『グローバル秩序という視点』など。
共訳に「国際倫理学」。